# 달려라 카카
《달려라 카카》(영어: Roary the Racing Car)은 카카, 맥시, 드리프터, 틴톱, 씨씨라는 다섯 대의 레이스카의 달리기 시합을 주제로 한 영국 애니메이션이다. 카와는 다른 애니메이션이니 착각하지 말 것.

## 등장인물
- 카카(영어: Roary)은 이 작품의 주인공이다. 빨간색 색깔을 하고 있다. 스포일러가 존재하지 않는 것으로 보아 1960년대 레이스카가 모티브인듯 하다. 작중에서 씨씨랑 친한 관계이다.
- 맥시(영어: Maxi)은 노란색 색깔을 하고 있는 포뮬러 1 차량이다. 카카의 라이벌이며 5대 중 가장 스피드가 매우 빨라서 승률이 매우 높은 편이다. 이로 인해 사장님에게 관심을 받는다. 게다가 오만한 성격으로 인해 카카를 애송이라고 깔보는 경우가 많지만 가끔은 카카의 실력을 인정해주기도 한다. 레이스가 시작될 때 선글라스를 장착한다.
- 드리프터(영어: Drifter)은 주황색 양산형 자동차 기반의 레이스카. 또한 이름처럼 드리프트가 특기이다. 그리고 분노의 질주 시리즈에서 나오는 튜닝카들처럼 하부에 네온 키트를 장착하고 있다. 후면부는 쉐보레 콜벳 C1~C6까지의 모델처럼 4개의 원형 테일렘프를 띄고 있으며, 스포일러를 장착하고 있다. 또한 컴퓨터를 내장하고 있다.